# Битва при Эмбате
Битва при Эмбате — морское сражение афинян против их бывших союзников во время Союзнической войны 357—355 г. до н. э.

## События, предшествовавшие битве
В 357 г. до н. э. началась Союзническая война (357—355 до н. э.), когда союзники Афин — Родос, Кос, Хиос, Византий, недовольные возрождающимися афинскими имперскими амбициями, заявили о своём выходе из Второго Афинского морского союза, создали флот в 100 триер и подготовились отразить афинское наступление.
После первой неудачной атаки на Хиос и боевых действий на Геллеспонте, Лемносе, Имбросе и Самосе, афинский флот, насчитывавший 120 триер под командованием Хареса, Ификрата и Тимофея, вновь направился к Хиосу.

## Ход битвы
Подойдя к Хиосу, афиняне обнаружили флот противника, насчитывавший 100 триер, между Хиосом и анатолийским побережьем Малой Азии. Верховное командование и шестьдесят кораблей афинского флота принадлежали Харесу, и он приказал Ификрату и Тимофею, которые присоединились к нему летом 356 г. до н. э., начать сражение. Однако Ификрат и Тимофей ввиду надвигавшегося шторма отказались выполнить опасный приказ.
Харес с оставшимися кораблями решился атаковать противника сам, потерпел поражение и был вынужден с большим уроном отступить. Впоследствии он привлёк Ификрата и Тимофея к суду за невыполнение приказа, обвинив в измене и подкупе врагом.

## Последствия битвы
Не имея средств на дальнейшее ведение войны, Харес поддержал сатрапа Артабаза, восставшего против царя Персии Артаксеркса III, и довольно успешно воевал в Малой Азии. В 355 г. до н. э. персидский царь предъявил Афинам ультиматум, после чего афиняне отозвали Хареса в Афины.
Афины оказались бессильны привести союзников к покорности и в 355 г. до н. э. были вынуждены признать их независимость.